# 8P/Tuttle
La cometa Tuttle, formalmente 8P/Tuttle, è una cometa periodica del Sistema solare, appartenente alla famiglia di comete delle comete halleidi.
La cometa è stata scoperta il 9 gennaio 1790 dall'astronomo francese Pierre Méchain. La cometa rimase visibile solo per un breve periodo; l'ultima osservazione fu raccolta il 1º febbraio. Méchain ne calcolò un'orbita, ma il numero di osservazioni insufficienti non permise di riconoscere il comportamento periodico della cometa.
La cometa fu quindi riscoperta da Horace Tuttle il 5 gennaio 1858 e successivamente da Karl Bruhns l'11 gennaio. Sebbene Bruhns non ne avesse avuto nota, la segnalazione di Tuttle aveva già dato inizio alla campagna osservativa e, di conseguenza, il suo nome non fu associato alla cometa. Charles Tuttle, fratello di Horace, calcolò una prima orbita della cometa ed ipotizzò che poteva trattarsi del ritorno della cometa 1790 II (Méchain). Cosa che fu confermata dopo ulteriori osservazioni.
La cometa 8P/Tuttle è responsabile dello sciame meteorico delle Ursidi, il cui massimo si verifica nel mese di dicembre. Tale sciame, nel 2007, è stato più intenso proprio a causa del ritorno della cometa.